# 掟 (職官)
掟是琉球國第二尚氏王朝時期間切和村的役人，這個詞彙在辭令書等之中多次出現。
「掟」這個詞在日語中讀作，可以有「成規、規章、法令、宗教戒律」等不同意思。在沖繩語中，這個詞讀作，但語言學上也有不明確的部份。
支配地頭的貴族一般不參與管理，而是將地頭委派給間切和村的役人。地頭之下為地頭代或者與其同等地位的按司掟、大掟、西掟管理事務，村也設置村掟等職來管理事務。